# Leucostoma anthracinum
Leucostoma anthracinum là một loài ruồi trong họ Tachinidae.